# NGC 4983
NGC 4983 est une galaxie lenticulaire située dans la constellation de la Chevelure de Bérénice. Sa vitesse par rapport au fond diffus cosmologique est de 6 762 ± 19 km/s, ce qui correspond à une distance de Hubble de 99,7 ± 7,0 Mpc (∼325 millions d'al). NGC 4983 a été découverte par l'astronome germano-britannique William Herschel en 1785.